# Петоъгълник
Петоъгълникът (също и пентагон, от старогръцки: πεντα + γωνία – „пет“ + „ъгъл“) е многоъгълник с пет страни и ъгли. Сборът на всички вътрешни ъгли е 540° (3π). Петоъгълникът е единственият многоъгълник с равен брой страни и диагонали – по 5.

## Правилен петоъгълник
При правилния петоъгълник всички страни и ъгли са равни. Вътрешният ъгъл е 108°, а външният и централният – 72°. Диагоналите на правилния петоъгълник образуват петолъчна звезда, наречена пентаграм.

### Дължина на диагонала
Дължината на диагоналът на правилен петоъгълник със страна а
{\displaystyle D={\frac {1+{\sqrt {5}}}{2}}~a\approx 1.618~a}
Или съотношението на дължините на диагонал D и страна a е златното сечение.

### Радиус на описаната окръжност
Дължината на радиусът на описаната окръжност R на правилен петоъгълник със страна a
{\displaystyle R={\sqrt {\frac {5+{\sqrt {5}}}{10}}}a\approx 0.8507~a}

### Лице
Лицето S на правилен петоъгълник може да бъде намерено по три начина:
- По страната a:

{\displaystyle S={\frac {a^{2}}{4}}{\sqrt {25+10{\sqrt {5}}}}={\frac {5a^{2}}{4}}\tan(54^{\circ })\approx 1,72048\,a^{2}}
- По радиуса R на описаната окръжност:

{\displaystyle S={\frac {5R^{2}}{4}}{\sqrt {\frac {5+{\sqrt {5}}}{2}}}={\frac {5R^{2}}{2}}\sin(72^{\circ })\approx 2,37764\,R^{2}}
- По радиуса r на вписаната окръжност (т.е. апотемата):

{\displaystyle S=5r^{2}\cdot \tan(36^{\circ })\approx 3,6327\,r^{2}}

### Построение
Тъй като 5 е просто число на Ферма, правилен петоъгълник може да бъде построен с линийка и пергел:

## Използване

### Петоъгълни пана
Възможностите за покритие на равнината с изпъкнали петоъгълници се изучават системно от началото на 20в., като в 2017 г. с помощта на компютър е доказано твърдението, че са възможни само 15 варианта.
| кайрско петоъгълно пано | цветовидно петоъгълно пано | призматично петоъгълно пано |

### Непериодични моноедрични покрития
С петоъгълници могат да бъдат постигани пълни покрития с център на симетрия за всеки порядък над 2. 
| 5-кратна ротационна симетрия | 6-кратна ротационна симетрия (на Хиршхорн) | 7-кратна ротационна симетрия |

## Шестоъгълно-петоъгълни покрития на равнината
Лесно се установява, че шестоъгълник може да бъде разложен, и то по няколко начина, на комбинация от неправилни петоъгълници. Доколкото шестоъгълниците запълват равнината, това остава в сила и при разлагането им.
| Покритие с един тип „половинка“. | Покритие с един тип „третинка“. | Покритие с един тип „четвъртинка“. | Покритие със смесена комбинация (3+9). |